# ムサイ
ムサイ (MUSAI ) は、「ガンダムシリーズ」のうち、宇宙世紀を舞台にした作品に登場する架空の艦艇。初出は、1979年に放送されたテレビアニメ『機動戦士ガンダム』。「ムサイ級」とクラス名になったのは『モビルスーツバリエーション』の文字設定より。
作中の敵勢力であるジオン公国軍が運用する宇宙軽巡洋艦で、主力戦闘艦として多数建造されている。
本記事では、ジオン公国の残党であるネオ・ジオン軍が運用する後継艦「エンドラ」「ムサカ」についても解説する。

## デザイン
メカニックデザインは大河原邦男。
企画当初は宇宙艦ということで上下反転した設定だったが、演出における安定性を考慮して現在の形となった。
ムック『ガンダムセンチュリー』ではその形状から、エンジンブロックの間に巨大な降下カプセルであるHRSL（のちの映像作品などにも登場するHLVに相当）を搭載することを前提に設計された、と設定している。のちにOVA『機動戦士ガンダム THE ORIGIN VI 誕生 赤い彗星』のエンドロールの地球降下作戦の映像ではこれを踏襲し、ムサイがHLVを運搬するシーンが描かれた。

## 設定解説
モビルスーツ (MS) の運用を前提に開発された軽巡洋艦。艦の形状は主艦体後上方に支柱が伸び、その最上部に艦橋を備え、そこから左右下に伸びた板状の支柱の先にそれぞれ1基ずつの熱核融合ロケットエンジンを備える。艦橋の直下にはMSデッキが備えられ、艦後方に向けてMSを射出できる。またその側面には左右3か所ずつの補給ハッチがあり、パプア級補給艦からコンベアパイプによる物資の直接搬入が可能である。艦首下部にはコムサイと呼ばれる大気圏突入カプセルを搭載している。
標準的な艦はMSをデッキに4機、コムサイに2機の収納が可能。ただしコムサイは切り離さないと収納ハッチの開閉ができないため、通常こちら側には搭載されない。なお、第2話でシャアの指揮するムサイが艦底部（コムサイの接続部後方）のハッチを開放してスレンダーのザクIIを収容するシーンがある。MSは戦闘空域近くまでムサイに運搬されることで推進剤を節約でき、また帰還後に（MSは宇宙空間では放熱が困難なため）艦内に設置された冷却装置によって、蓄熱した機体を強制冷却し、戦術兵器であるMSの円滑な運用を支援する。
主砲はメガ粒子砲で長砲身かつ軽巡としては大口径のものを採用、これを連装砲として3基6門を装備した事でMS運用能力の有無のみならず砲戦能力でもサラミス級を大きく凌駕していた誘導兵器は対艦/対施設用として145型大型ミサイルを、艦隊防空用としてCクラス小型ミサイルを搭載。主砲である連装メガ粒子砲塔三基や各種ミサイルランチャーを艦体と艦橋の間に配置しており、単装で広仰角範囲の砲塔を前後上下左右に振り分けている連邦軍のサラミス級とは対照的な配置である。これは前方から側方を経て斜め後ろまでの水平から斜め上まで、砲塔の射角範囲全域に渡って全火力を集中重複できる反面、砲塔構造による仰角範囲の狭さと合わせ、死角の多い設計であり、また対空砲を持たないため、ミノフスキー粒子散布下における敵MS・対艦攻撃艇の接近に対し、ほぼ無力であった。

## コムサイ
ムサイの艦首下部に搭載される大気圏突入カプセルであるが、大気圏内でもそれなりの機動性を有するリフティングボディ機である。ムサイに収容されている段階では上下逆さまで、射出後に180度回転して姿勢を変更する。ガイドレールを用いてムサイから射出されることで発射初速を得るため、姿勢制御以外の推進剤の消費なしで地球降下が可能である。ただ、気密キャビンは衝撃波の内側に入るよう上部中よりに取り付けられているため、着陸時に必要な前下方の直接視認ができない。なお、大気圏離脱は後述のコムサイIIは可能とされるが、本機が可能かどうかは不明（作中で描かれたことはない）。また、大気圏内でもある程度の機動戦闘を考慮しており、大気圏内でも使用できる推進エンジンを搭載している。
貨物室は、後部に気密通路付ハッチ、上部に片持ちハッチ、下部に観音開きハッチと3方向の開口部があり、空中での貨物投下を含め、どのような姿勢でも荷物の搬出入ができる。ザクを2機搭載できる貨物室の左右に軌道エンジンと制御エンジンブロック、武装であるマシンガンブロックおよび小デルタ型の水平安定板と延長保持された垂直安定板がつく構造である。機能のわりにコンパクトで、ガウ攻撃空母に収容できるサイズである。機首には内装式のバルカン砲2門が搭載されている。
テレビ版第5話ではシャア・アズナブル少佐の乗艦ファルメル搭載のコムサイに副官ドレンらが搭乗して艦から離脱、大気圏突入直前のホワイトベースに攻撃を行ったシャア搭乗ザクを回収、そのまま大気圏突入して地上降下した（この作戦にはシャア機含め4機のザクが参加しており、全機回収の必要が生じた場合に2機のザクしか収納できない設定と矛盾が生じる）。第7話ではシャアが搭乗し、弾道飛行でのジャブロー到達を目指したアムロ・レイのコア・ファイターと空戦を繰り広げた。ランバ・ラル隊の護衛機として、機動巡洋艦ザンジバルに2機のコムサイが随伴している。
OVA『機動戦士ガンダム MS IGLOO』では、第2話においてヒルドルブの評価試験のため衛星軌道上から降下。ヒルドルブをアリゾナの半砂漠地帯にてパラシュート付パレットで投下し、セモベンテ隊との交戦を記録した。
漫画・アニメ『機動戦士ガンダム サンダーボルト』では、衛星軌道上から爆薬を積載して大気圏に突入し、大気圏突入直後（漫画版では地上で補給中）の連邦軍強襲揚陸艦スパルタンへ特攻を仕掛けるが、アトラスガンダムのビーム・サーベルで両断される。

## 同型艦

### 『機動戦士ガンダム』
ネームシップの「ムサイ」に当たる艦については不明。下記のほかにも、艦名不詳の同型艦が多数登場する。

#### ファルメル
Falmel
物語序盤のシャア・アズナブル少佐の乗艦（艦籍番号：CC-102）。
艦名は、1991年発行の書籍『機動戦士ガンダム 戦略戦術大図鑑』が初出であり、劇中では乗艦するシャアや副官のドレン少尉も単に「ムサイ」と呼称している。放送中の1979年8月に発行された『アニメック』第6号では「巡洋艦ムサイ（シャア専用）」とされ、1981年2月にプラモデルで発売された際の商品名「シャア専用ムサイ」が広く浸透した。また、本艦を「士官用ムサイ」のひとつであるとする資料もある。
通常のムサイの艦橋が平たい箱型なのに対し、シャアのヘルメットを想起させるような特異な形状で、その内装も大きく異なる。これは、司令部要員用のスペース確保のために大型の3層構造とし、強力な通信設備を備えたためであり、「旗艦型軽巡洋艦」にも分類される。ただし、基本的な性能は通常型と変わりない。もともとはドズル・ザビ中将の座乗艦であり、ルウム戦役では第1連合艦隊旗艦を務めているが、同戦役での功績によりシャアが譲り受けている。テレビ版第1-11話冒頭の一年戦争緒戦を描いたシーンでも、本艦が確認できる。
ゲリラ戦を終了し帰還する際に、サイド7に入港する敵新鋭艦ホワイトベースを発見、その後MSを受領して出港する同艦を追撃する。大気圏に突入する同艦に対してはコムサイで追撃しており、本艦のその後は不明。
アニメ版では艦長は不明だが、小説版ではハマン・トラッム大尉が務めている。

#### キャメル・パトロール艦隊
大尉に昇進したドレンが指揮する、ムサイ級3隻からなる小艦隊。いずれの艦も、本来は3基ある主砲塔が2基しかなく（作画ミスではなく、すべてのシーンで2砲塔となっている）、一年戦争末期に生産された簡略型といわれる。
3艦合計でリック・ドムを6機搭載する。元上官であるシャアの要請により、衛星軌道上でホワイトベースに艦隊戦を挑むが、トクメル→スワメル→キャメルの順に撃沈される。
キャメル (Camel)
ドレンが座乗する艦隊旗艦（艦籍番号：CC-45）。3砲塔の通常型を本艦とする資料もある。
テレビ版では艦橋をガンダムのビーム・サーベルで切断された直後、投擲されたビーム・ジャベリンが2基のエンジンを貫き轟沈。劇場版では艦橋とエンジンをビーム・ライフルで射抜かれ轟沈。
トクメル
キャメルの右翼に展開（ホワイトベースからは左翼）。ホワイトベースの砲撃により、砲塔に被弾。続いて本体に直撃し轟沈。
スワメル
キャメルの左翼に展開。ゼロ方向（上方）からのガンダムのビーム・ライフルにより艦橋、エンジン、砲塔を射抜かれ轟沈。

#### クワメル
コンスコン機動艦隊所属。2砲塔型。テレビ版では、ベルガミノの浮きドックを使用するために中立のサイド6領空（戦闘行為は厳禁）を出たホワイトベースを艦隊で襲撃するが、中央に位置していた本艦は集中砲火を受け轟沈。劇場版では、サイド6から出港するホワイトベースを追撃するため、反対側にいた艦隊は領空を通過するが、領空を出たホワイトベースはまだ領空内にいる艦隊に砲撃を仕掛け、突出していた本艦は応戦できぬまま轟沈。

#### バロメル
マ・クベ率いるソロモン救援艦隊の1隻としてグラナダを出港。グワジン級戦艦に座乗しゼナおよびミネバ・ザビを救出したマ・クベはデラミン准将を艦長とするチベ級重巡洋艦に移乗し、本隊をグラナダへ返しムサイ級2隻を随伴させて別行動をとる。本艦はそのムサイ級のうちの1隻であり、テキサスコロニー宙域においてマ・クベがガンダムとの一騎討ちに出たあと、艦隊でホワイトベースと交戦するもブリッジを損傷。物陰に隠れバロム大佐が座乗するチベ級の合流を待つが、同艦が連邦軍ワッケイン大佐座乗のマゼラン級と交戦となったため、現宙域を急速離脱し援護に向かう。その隙をついたセイラ・マスのGファイターによりムサイ級は2隻とも撃沈される。

### 『MS IGLOO』シリーズ
OVA『機動戦士ガンダム MS IGLOO』に登場する同型艦は、ドイツの州や都市から取られた艦名となっている。

#### シュレスヴィヒ
『機動戦士ガンダム MS IGLOO -1年戦争秘録-』第1話に登場。
ルウム戦役で第32戦隊に所属していた。本艦の爆沈により同戦隊の単縦陣が崩れている。また劇中、最初に連邦軍艦隊の砲撃による被撃沈が確認できるムサイ級巡洋艦である。

#### ケンプテン
第91パトロール艦隊所属。僚艦1隻と共にア・バオア・クー戦においてEフィールドを横断するヨーツンヘイムを先導、護衛する任に就いた。Eフィールドの目標地点手前にて敵艦隊と遭遇、僚艦が艦橋右基部にメガ粒子砲の直撃を受け撃沈されるが、本艦と護衛目標であるヨーツンヘイムは共に敵艦隊の間隙をぬうことに成功し目標地点に到達、オッゴ10小隊のヨーツンヘイム発艦を見届けた。だが、その直後に現れた新たな敵艦隊からの2発のミサイルが直撃し、撃沈されている。

#### ノルトハウゼン
ア・バオア・クー戦においてEフィールドをヨーツンヘイムと共に防衛していたという説と、NフィールドからEフィールドを抜け、本国のサイド3へ撤退中の親衛艦隊の1隻もしくは別の所属の艦だったとする説がある。その際、損傷した熱核融合炉が臨界点を突破して暴走し、爆沈している。

### 映像作品以外
アハメル
漫画『機動戦士ガンダム バニシングマシン』に登場。グリプス戦役中に活動していたジオン残党が用いている艦で、エンジンブロックの間にビグロを露天繋止している。
ゼダンの門とされる以前のア・バオア・クーを視察するジャミトフ・ハイマンを乗せた艦隊を襲撃するが、戦闘に介入したパプテマス・シロッコのメッサーラの攻撃を受けて撃沈されている。
ウォルメル / スネイル
漫画『ゼロの旧ザク』に登場。チベ級チェーホフを旗艦とするソロモン敗残艦隊の随伴艦。暗礁（デブリ）空域でミサイル攻撃を受け、旗艦を除き撃沈される。
他にヘクト艦長（階級不明）指揮下の2砲塔型ムサイ（艦名不詳）が、主人公ニルス・テオレル軍曹が乗る最初の母艦として登場し、サラミスに撃沈されている。全艦宇宙攻撃軍所属。
キンメル
漫画『機動戦士ガンダム C.D.A. 若き彗星の肖像』に登場。グワラン艦隊所属。同艦隊所属艦の多くはソロモン会戦時に沈没または消息不明となっており、本艦もデータ上は撃沈となっていた。
副艦長：アンギラ・ロレンゾ少尉、パイロット：カース・コングレイ
ハボック / ホーカム
小説『モビルスーツコレクション・ノベルスACT.7 閃光の源』に登場。MS-06R-3を使用した公国軍初のビーム・ライフル試射実験を行った実験艦隊の所属艦。ハボックは実験中に連邦軍MS部隊の襲撃により撃沈される。
ブルメル
漫画『MS戦記 機動戦士ガンダム0079外伝』に登場。主人公フレデリック・ブラウン他パイロット候補生をグラナダへ送り届けた。
ブレイブ
雑誌企画『ガンダム・センチネル』に登場。
「ペズンの反乱」終盤、月面都市エアーズの攻防戦において連邦軍に破れ脱出したトッシュ・クレイらニューディサイズの生き残りに対し、トワニング提督率いるネオ・ジオン先遣艦隊から試作MAゾディ・アックと共に譲渡された。
ゾディ・アックの運用母艦として改造されており、武装は取り外されている。運搬の際は左右のエンジンブロックの間にゾディ・アックの機首を挟むような形で曳航する。
ネオ・ジオンにおける艦名は明らかでないが、ニューディサイズに譲渡された際に作戦上の識別のため、エアーズ攻防戦で戦死したかつての首領ブレイブ・コッドの名をとり命名された。
地球攻撃作戦を前にゾディ・アックの慣熱航宙を行っている途中、追撃してきた地球連邦軍α任務部隊旗艦ペガサスIIIに遭遇しゾディ・アックを発進させる。その後の戦いでニューディサイズ側の将兵は大半が戦死または投降しているが、本艦の消息は不明となっている。
ヘル＝ホーク
漫画『アウターガンダム』に登場。同作ではムサイのデザインにアレンジが加えられているが、ヘル＝ホークは同作における標準的なムサイよりも重装備であり、グラナダ所属のムサイよりも堅牢という旨の台詞があるほか、艦の上面にあるメガ粒子砲塔2基のほかに、艦底にもさらに2基の砲塔を有している。
艦長アド・ガーンズバックの指揮の下でソロモン戦に参加し、グラハム・チェンバレン指揮下のサラミス級と一騎討ちを行う。その後は一年戦争終戦まで残存し、艦長以下の乗員もろとも太陽系開発機構（SSDO）自衛警察軍（スペースポール）へと移籍。宇宙世紀0099年を舞台とする続編『機動戦士ガンダム ムーンクライシス』にも、宇宙警察機構所属艦としてガーンズバック指揮下の「ヘルホーク」が登場している。
メイルメル
漫画『機動戦士ガンダムU.C.0096 ラスト・サン』に登場。
ジオンの敗残兵とその家族が身を潜めながら暮らしており、連邦軍に察知されないためにサイド7近域のデブリ帯に潜伏している。

## 『機動戦士ガンダム THE ORIGIN』におけるムサイ
漫画・アニメ『機動戦士ガンダム THE ORIGIN』におけるムサイは、後述する民間向け宇宙貨客船「アルカナクラス」に艤装を施して巡洋艦に転用したという設定で、当初から後方への対空機銃を2基備えている。なお、漫画単行本（通常版）第1-4巻の巻頭掲載の一年戦争緒戦に登場するムサイの艦橋はすべて「ファルメル」と同型になっている。また、第5巻で後述の「ワルキューレ」がズム・シティに入港する際にも同型艦が確認できる。しかし、その後の過去編以降では通常型も登場するようになる。アニメ版のメカニカルデザインは明貴美加。
初期型とマイナーチェンジをおこなった後期型に分けられるが、武装や艦橋のアンテナの形状が異なる以外は同仕様である。MSの搭載能力は原作版と同様最大6機とされるが、漫画版での「ファルメル」は1個小隊（2個分隊6機）とシャア専用機の計7機のザクを搭載している。
これまでのムサイと多少外観に変更があり、メガ粒子砲や通常艦の第1艦橋がこれまでの角張った形状から丸みを帯びた形状になっている。船体も厚みが増しており、正面や側面からみると少し膨らんだ船体構造をしている。船体にあるコムサイ発射時に使用する排気ノズルも、両舷2つずつから3つずつに変更されている。

### コムサイ (THE ORIGIN)
KOMUSAI
基本的には原作版を踏襲しているが、水平翼が大型化しており（反対に垂直翼は小型化）、大気圏内飛行も可能とされる。MS収納用のハッチは天面にのみ配置されている。
漫画版では、パプアからファルメルへの補給の際に、ザク4機を搭載可能な大型のコムサイ（W・コム）が引き渡される。これは3機のザクが出撃するにもかかわらず、2機しか収容できないコムサイでは木馬降下妨害作戦に参加するパイロットが納得しないだろうという理由によるものである。ムサイに接続した際の不釣合な外観からドレンには不評で、「ママコ（継子）ムサイ」と呼ばれている」。

### 同型艦 (THE ORIGIN)

#### ファルメル (THE ORIGIN)
Falmer
デザインは基本的に原作版を踏襲するが、第2艦橋が流線形となっている。アニメ版では、艦種は「戦術軽巡洋艦 (Tactical Light Cruiser)」とされる。
従来設定と異なり、ドズルがルウム戦役直後に、V作戦の本拠地探索の任務を命じたシャアのために新規に用意させたものとなっている。単艦による特殊任務のため、追跡能力を向上すべく推力の増強が図られているほか、第1艦橋内部に高性能なレドームとブレード・アンテナが配置されて索敵能力も高められている。ドズル曰く「ムサイを超えたムサイ」と言われており、機動性や索敵能力など単艦性能がその他の艦よりも向上しているとされる。
ドレン中尉（当時、漫画版冒頭では大尉）がシャアから艦長代理を拝命し、サイド3宙域で試験航海をおこなう。その際に連邦軍の不審なサラミス級巡洋艦を発見、シャアが乗り込み臨検するが、脱走したレビル将軍が乗っていると分かると見逃している。

#### ワルキューレ
ジオン公国宇宙攻撃艦隊総司令であるドズル・ザビ中将の座乗艦で、ルウム戦役でジオン艦隊旗艦となる。外観はムサイ級に似ているが、そのサイズは通常型と比較して約30パーセント以上も巨大であり、戦艦クラスに匹敵する。2連装メガ粒子砲も大型化されており、攻撃能力はかなり高い。さらに、船体後部（MS発着口）の艦底部に単装の対空機銃らしきものもあり、量産型のムサイより防空能力が向上している。3つの艦橋をもち、中央がメイン・ブリッジ、最上部が提督ブリッジとなり作戦の立案・確認をおこなう。
漫画版での初登場は、ガルマ・ザビ大佐の国葬の際で、ドズルが座乗しサイド3首都バンチ「ズム・シティ」に入港している。
漫画『MSV-R 虹霓のシン・マツナガ』では、宇宙世紀0079年9月に連邦軍が「アンタレス作戦」によりソロモンを襲撃した際に、艦首にドズル専用ザクII（改良型）を乗せて出撃、ジャイアント・ウォーハンマーを射出する。また、漫画『THE ORIGIN』に準じてガルマの国葬の際にもドズルが座乗し、ソロモンとサイド3を往復している。ただし、同作品でドズルは一週間戦争では「ファルメル」、ルウム戦役ではグワジン級「グワラン」に座乗している。

#### レトヴィザン / キール / ザトペック / イオージマ
Iwo Jima
全艦ルウム戦役ドズル・ザビの指揮する前衛艦隊に編入された。尚、レトヴィザン、キール、ザトペックはティアンム艦隊との戦闘発生直後に被弾し大破及び損傷している。イオージマは主力部隊が転進するまでの時間を稼ぐために奮闘する。アニメ版ではイオージマはワルキューレの盾となり轟沈。

#### キャメル隊 (THE ORIGIN)
原作版と異なり「トクメル」のみ2砲塔型で残りは通常の3砲塔型であり、「キャメル」の艦橋上面には2本のアンテナが追加されている。また作中では艦隊名は呼ばれず、『公式ガイドブック3』で「キャメル隊」と表記される。

### アルカナクラス
Arcana-class
ムサイ級のベースとなる民間宇宙貨客船。独立戦争開戦に向けて密かに多数が建造されており、開戦時にはこれに艤装をほどこして戦線に投入している。貨客船としては、天地を逆にして運用される。劇中ではコロニーから発進する際、第一級任務を受けた地球連邦軍のサラミス級宇宙巡洋艦が任務を優先して管制を無視したために衝突事故を起こている。

## 『機動戦士Gundam GQuuuuuuX』におけるムサイ
『機動戦士Gundam GQuuuuuuX』におけるムサイは、原作版を踏襲したシルエットながらディテールは大きく異なる。

### 同型艦（GQuuuuuuX）

#### 殴り込み艦隊
強襲揚陸艦ソドンを旗艦とした下記のムサイ級3隻を率いるたった4隻の殴り込み艦隊として登場する。艦隊指揮は大尉に昇進したドレンである。
一年戦争末期、地球連邦軍による宇宙要塞ソロモン（コンペイトウ）落下作戦を阻止するため、キシリア・ザビの月面都市グラナダ防衛命令と上官であるシャアの作戦に基づき、赤いガンダムとキケロガの後に追随し、連邦軍のコンペイトウ直掩艦隊への中央突破を敢行する。スワメル他一隻が艦隊から落伍するが、ソドンの盾艦として活躍し、ソドンの強襲上陸を成功させる。
キャメル（GQuuuuuuX）
ドレンが座乗する艦隊旗艦がソドンとなっているため、他の2隻と共にソドンの盾艦として活躍する。
スワメルが落伍した後はトクメルと共にソドンの前方に展開する。
トクメル（GQuuuuuuX）
スワメルと共にソドンの前方に展開する。
スワメル（GQuuuuuuX）
トクメルと共にソドンの前方に展開。右エンジンを被弾し、艦隊から落伍した最初の艦となる。

## 後期生産型
OVA『機動戦士ガンダム0083 STARDUST MEMORY』に登場するムサイ級の後期生産型。
艦首底部・艦橋後部に連装主砲塔が増設され計5基となり、120ミリ連装機関砲10基も追加され死角を減らしている。しかし主砲の増設によりジェネレーターの負担が増大したため、艦体左右に3枚ずつ放熱板が設置されている。ブリッジの外観はファルメルに似ている。MSデッキは左右に独立して設置され、それぞれ前後方向にカタパルトとハッチを有しており、4機一斉発進が可能となっている。また両デッキを繋ぐ中央の区画は整備スペースとなっている。
デザインは河森正治。

### コムサイII
後期生産型専用のコムサイ。機体形状が見直され、コクピットもポップアップ式に改良され下方視界が大きく向上している。また、機体上部左右に3銃身の60ミリガトリング砲を備えた引き込み式の旋回銃座が各1基設けられている。さらに専用のブースターを後部に接続することで、大気圏離脱が可能となっている。
第2話では、「DC14コムサイ」と呼ばれる機体が、アナベル・ガトー大尉が奪取したガンダム試作2号機を宇宙に上げるため、ブースター装備で大気圏突入しオーストラリア大陸を目指す。しかし追撃するガンダム試作1号機に捕捉され、試作2号機を収容して発進直後に試作1号機により撃墜される。なお試作2号機は無事に脱出している。

### 同型艦（後期生産型）
デラーズ・フリートは、シーマ艦隊も含め16-17隻の同型艦を保有、またアクシズ先遣艦隊にも8隻の同型艦が配備されている。なお、シーマ艦隊の所属艦はムサイ伝統の緑ではなく、赤茶色で塗装されている。

#### ペール・ギュント
Peer Gynt
艦長はヴィリィ・グラードル。アナベル・ガトーの搭乗艦。星の屑作戦の終盤でコウ・ウラキの駆るGP03のビーム・サーベルで艦橋を破壊される。
漫画『機動戦士ガンダム C.D.A. 若き彗星の肖像』では、サイド3・11バンチの同志からMSを受領している。

#### ニーベルング
シーマ艦隊所属。シーマ・ガラハウ中佐とグリーン・ワイアット大将の裏取引に伴い、大将の乗艦である戦艦バーミンガムと接触する。が、その現場をサウス・バニング大尉率いるアルビオン隊に目撃されたため、「ニーベルングと偶然接触し、交戦した」といつわるために砲撃をおこない、撃沈される。なお、バニングは本艦乗員の死体から「星の屑作戦実施要綱」を入手する。

#### 映像作品以外（後期生産型）
カイエン
漫画『機動戦士ガンダム0083 REBELLION』に登場。ネオ・デラーズ・フリートの旗艦。

## 最終生産型
『機動戦士ガンダム0080 ポケットの中の戦争』に登場するムサイ級の最終生産試作型。1番艦の名称から「ジークフリート級」とも呼ばれる。
基本構造は通常型と変わらないが、全体的に鋭角的なデザインに改装されている。従来型より航続距離および機動性が向上しているが、後期生産型のような武装の強化はなく、むしろ主砲は2基に減っている。コムサイも接続されている。一年戦争末期に再設計され、わずかな数が試験的に建造されている。
画集『MS ERA 0001〜0080 ガンダム戦場写真集』では、エンジンの間に挟まれる形で装備されるオプションタンクが設定されており、ヘリウム3を輸送する木星船団の護衛艦によって使用されている。
デザインは出渕裕。

### コムサイS
ゲーム『ギレンの野望』シリーズ（『ジオンの系譜』以降）に登場。最終生産型専用のコムサイで、本体に合わせて曲面を主体とした形状となっている。名称はゲーム内のユニット名より（ムサイ級最終生産型が「ムサイS」）。機関砲を装備している。

### 同型艦（最終生産型）

#### ジークフリート
Siegfried
最終生産型の1番艦。艦体および艦橋に名称と "101" の番号が記されている。ルビコン計画の一環としてサイド6リボー・コロニーへの核攻撃を行うフォン・ヘルシング大佐のチベ級ティベ型重巡洋艦グラーフ・ツェッペリンの護衛に就く。

#### ヴァルキューレ
Valkyries
最終生産型の2番艦。こちらには "102" の番号が記されている。ジークフリートとともにグラーフ・ツェッペリンを護衛。なお、ヘルシング艦隊は往路途上で連邦軍と遭遇してムサイ級1隻を失い、核攻撃を行うことなく投降しているが、どちらが沈められたかは不明。

#### 映像作品以外（最終生産型）
ヴィムメル / ウーメル / ケルメル
漫画『機動戦士ガンダム C.D.A. 若き彗星の肖像』に登場。宇宙世紀0083年3月11日、地球連邦軍艦隊が侵攻しようとしていたジオン公国残党のヴァールシカ基地へ救援に向かう。

## ムサイ改
『機動戦士Ζガンダム』に登場。一年戦争後、ジオン共和国の保有する主力艦艇としてムサイ級に近代化改修を施した物で、基本構造は大差は無く、単装対空砲が2基追加された他は、熱核反応炉や放熱機構に改良が成されている程度となっている。
グリプス戦役時には一時共和国軍がティターンズの指揮下に入ったため、チベ改級などとともにアポロ作戦（艦載機はハイザック）などに参加している。また、最終決戦でもティターンズ側として参戦する1隻があり（『Ζ』第49話冒頭）、決戦終了後にアーガマの近傍を航行している姿が確認できる（第50話ラスト）。
デザインは藤田一己。

### 同型艦（ムサイ改）
小説『機動戦士ガンダムUC』では、宇宙世紀0096年にジオン共和国軍第45演習艦隊でチベ級練習艦2隻の遠洋航海訓練の護衛を務める3隻が登場するが、うち2隻が離脱し、L1ジャンクション宙域でのネェル・アーガマとの戦闘に参加している。なお、アニメ版では同宙域の戦闘は描かれていない。
グルトップ
ネェル・アーガマのハイパー・メガ粒子砲を受け轟沈。艦長はホーギー、MS小隊長はハイザック・カスタムに搭乗するギリガン・ユースタス大尉。ほかにハイザックを3機搭載する。
アニメ版『UC』の続編に当たる映画『機動戦士ガンダムNT』にも同名艦が登場するが、チベ級である。
ドローミ
ネェル・アーガマのハイパー・メガ粒子砲を受け轟沈。
ビフレスト
ネェル・アーガマとの戦闘には参加せず。

## エンドラ
『機動戦士ガンダムΖΖ』に登場する、アクシズ（ネオ・ジオン）の宇宙巡洋艦。ムサイ級の発展型であり、そのためムサイ級に分類されることもある。
前部にMSデッキがあり、6機のMSを搭載可能。艦首内部にはMS用カタパルトを2基X字状に交差する形で装備し、艦首左右の開口部から斜め前方にMSを射出する。ブリッジ後部に大気圏突入カプセル「コムサイ」を装備するが、バリュートを用いて艦ごと大気圏突入することも可能。大気圏内での飛行も可能であるが、ミノフスキー・クラフトの搭載は不明。なお、ブリッジは一般用のほか、1本のアンテナを装備し外観も異なるタイプがある。
主兵装は単装メガ粒子砲5基、連装メガ粒子副砲1基。このうち副砲はMSデッキの後部に配されており、正面に向けて撃つと後部ブロックに当たってしまうため、左右に旋回して発砲する。ほかに装備位置は不明だが、スペックに小型2連装ビーム砲やミサイル・ランチャーが記載されている資料もある。
ネームシップはマシュマー・セロが艦長となり、サイド1コロニー「シャングリラ」制圧の任に就くが失敗、以降も失態続きでマシュマーは更迭される。以降はキャラ・スーンが指揮をとるが、コロニー「ムーンムーン」へ入港中にキャラがエゥーゴの捕虜となり、ΖΖガンダムの攻撃により被弾したガザCが港に停泊中の本艦に激突、轟沈する。ゴットン・ゴーら残された乗員はミンドラに移乗している。艦体色は緑で、ブリッジはアンテナ装備型。

### 同型艦（エンドラ）
本艦はネオ・ジオン軍の主力艦であり、多くの同型艦が建造・就役している。また、グリプス戦役の終盤であるテレビ版『機動戦士Ζガンダム』第46-47話や映画『機動戦士ΖガンダムIII A New Translation -星の鼓動は愛-』にも数隻が登場している。
標準の艦体色は緑だが、異なる塗装が施された艦もいくつかあり、『ΖΖ』第18話ではアクシズの港に停泊する朱色と赤紫で塗り分けられた名称不明の艦（ブリッジは一般用）や、第45話では朱色一色の艦（ブリッジは不明）も登場している。
『機動戦士ガンダムUC』では宇宙世紀0096年にも「袖付き」によって運用されており、OVA版のep7では2隻のうち1隻がネェル・アーガマのハイパー・メガ粒子砲の直撃を受けて轟沈（ブリッジは一般用）、もう1隻は中破し後退している（台詞にのみ登場）。
漫画『A.O.Z Re-Boot ガンダム・インレ-くろうさぎのみた夢-』では、火星のジオン残党組織「ジオンマーズ」製の改良型であるエンプラ級が登場。基本設計はアクシズ製と同じだが、ロケット・エンジンの配置などムサイ級により近い外観となっている。チェスター艦隊の主力として（数は「1ダース強」とされる ）アクシズの加勢に向かい、その後地球からの移民を乗せた輸送船団を護衛する形で火星に帰還する。

#### ミンドラ
Mindra
艦体色は黄橙色で、ブリッジはアンテナ装備型。グレミー・トトが指揮をとり、「エンドラ」援護のためコロニー「ムーンムーン」に向かうが間に合わず、同艦の生存者を乗せてアクシズへ帰還する。地球降下作戦の際にはグレミーがサンドラに移乗したため、ラカン・ダカランが指揮官となる。降下後はオウギュスト・ギダンが指揮をとっているが、それ以前にも彼は本艦の指揮官を務めていたことがあるらしい。オウギュストがサンドラに移乗して以降は不明。

#### サンドラ
Sandra
艦体色は青で、ブリッジはアンテナ装備型。地球降下作戦の際にグレミー・トトがミンドラから移乗して指揮官となる。冷凍睡眠装置を搭載しており、プルツーらプルシリーズをコールド・スリープさせている区画がある。降下後にサイコガンダムMk-IIを受領し（その際、艦後部に臨時収容デッキが設けられている）、アーガマ襲撃のためコロニー落着直後のダブリンに赴く。その後宇宙に戻り、アクシズ防衛の任に就くが、グレミーが謀反を起こしアクシズを制圧、グレミーがグワンバンに移乗したあとはラカン・ダカランが指揮官となり、反乱軍としてハマーン・カーンの正規軍と交戦する。
『ジ・アニメ』1986年9月号掲載の「第1回「ガンダムΖΖ」ここまで書いていいのかな？」では、上記以前にラカンが指揮をとり、サイド1コロニー「アルカディア」を38時間で制圧する。のちに漫画『機動戦士ガンダムΖΖ外伝 ジオンの幻陽』でも取り上げられ、艦載機にドライセンとドムが確認できる。
スマートフォンゲームアプリ『機動戦士ガンダム U.C. ENGAGE』のイベント「0088 ペッシェ・モンターニュ 〜声なき声のささやきをI〜」では、フラナガン機関出身の黎明期の強化人間といえるセリーヌ・ロムもコールドスリープされており、グレミーが10年の眠りから目覚めさせる。

#### エンドラII
Endra II
強化人間となって復帰したマシュマー・セロに与えられた艦。艦体色やブリッジは初代「エンドラ」と同様だが、武装が強化されたともいわれる。サイド3宙域でネェル・アーガマやグレミー・トトの反乱軍と交戦する。艦載機は ザクIII改、リゲルグ、ズサ、アイザック、のちにジャムル・フィンやジオン共和国軍のシュツルム・ディアスも合流。第45話では、多数のガルスJやドライセンも外装に固定または曳航している。

#### 映像作品以外（エンドラ）
アタラント2
漫画『機動戦士ムーンガンダム』の回想シーンに登場。ブリッジは一般用。ハマーンの戦死によりネオ・ジオン軍敗残兵の撤退が開始される中、戦死した艦長のモーズリ中佐に代わるリセ・ジェナロ副長の指揮により反転、コア3に残された民間人（その多くは子供）を救出しようとする。撤退を指揮するリュース・クランゲル少佐には引き返すよう命令されるが、撤退中の多くのMSパイロットも賛同し、救出に成功する。しかし、救出に参加した130名余りの将兵のうち、MS隊で生き残ったのはわずかである。なお、艦名は0092年にジェナロを艦長とする偽装貨物船に「アタラント3」として受け継がれている。
インドラ (Indra)
漫画『機動戦士ガンダムΖΖ外伝 ジオンの幻陽』に登場。艦長はフェアトン・ラーフ・アルギスで、艦体色は彼のパーソナル・カラーである銀色。ブリッジは一般用。サイド1コロニー「ブリガドーン」を376時間で無血平定する。その後、エゥーゴやティターンズ残党からMSパイロットを引き抜き、ニューヤーク攻略戦やアクシズ防衛戦に参加する。艦載機はカプール、ドライセン、ハイザックなど。
パンドラ / シンドラ
漫画『ジオンの幻陽』に登場。ブリッジは一般用。ニューヤーク攻略戦からインドラの僚艦となり、アクシズ防衛戦にも参加。艦載機はバウ、ドップII、オッゴなど。
ミランドラ
漫画『機動戦士ガンダム MSV-R ジョニー・ライデンの帰還』に登場。新生ネオ・ジオン軍の親衛隊所属で、艦長はアルトネージ少佐。ブリッジは一般用だが、2本のアンテナが追加されている。宇宙世紀0090年にチベ級ティベ型「ティカル」とともにザンジバル改級「キマイラ」と交戦するも撤退し、コロニー「スウィートウォーター」に帰還する。艦載機はバウ。
ランドラ
「第1回「ガンダムΖΖ」ここまで書いていいのかな？」の文字設定が初出。キャラ・スーンが指揮官となり、サイド1コロニー「エルドラド」を19時間で制圧する。漫画『ジオンの幻陽』でも取り上げられ、艦載機にR・ジャジャやガザEなどが確認できる。外観は不明。なお、『ΖΖ』第45話では、キャラは緑色のエンドラ級（ブリッジはアンテナ装備型）から出撃している。
リエンドラ
漫画『機動戦士ガンダム ヴァルプルギス』に登場。ネオ・ジオン軍の残存艦のひとつで、宇宙世紀0089年のサイド2コロニー「オリンポス」近傍でのエゥーゴとの2度目の戦闘に参加、ハマーン・カーンを名乗る人物が母艦として座乗する。
レジェンドラ (Legendra)
『ガンダムエース』2003年9-10月号掲載の松田未来の漫画「皇女陛下のレジェンドラ号」に登場。艦長はベルグ・スレイで、ブリッジは一般用。サイド1コロニー「エリュシオン」の無血平定を図るが、駐留する連邦軍の警備隊がクーデターを起こし戦闘となる。市民の盾となり損傷を受けつつも鎮圧に成功するが、乗員および市民に犠牲者を出したため撤退する。その後の消息は不明とされる。

### エンプラ
ENPRA
漫画『A.O.Z Re-Boot ガンダム・インレ-くろうさぎのみた夢-』に登場。
アクシズと協力関係にある火星のジオン残党組織「ジオンマーズ」が運用し、「エンドラ改」とも呼ばれる。艦橋の左右からエンジン・ブロックが伸びており、よりムサイ級に近いレイアウトとなっている。また、単装メガ粒子砲が1門増設されている。
1番艦の「エンプラ」をはじめとして10隻以上がチェスターJr.率いる宇宙艦隊に配備され、アクシズ支援のために地球圏へ派遣される。数隻を残して0089年に火星へ帰還するが、火星降下作戦の際に敵対組織である「レジオン」の監視衛星「エレノア」の砲撃により大半が轟沈する。

## ムサカ
『機動戦士ガンダム 逆襲のシャア』に登場。ムサイ級の発展型であり、そのためムサイ級に分類されることもある（「M級」とする資料もある）。
エンジン・ユニットはムサイのように支柱を介さず、直接艦体側面に接続する形となっており、コムサイも接続されていない。電撃作戦の展開が可能なようにエンジンの出力を向上したため、艦底左右に翼状の折りたたみ式の放熱フィンをもつ。艦首の三角形断面の両側面に斜めに2つのMSカタパルトをもつ。主砲は前方2基、後方1基、艦底1基装備するが、旗艦であるレウルーラの副砲クラスの威力しかない。
塗装はムサイからの伝統の緑ではなく、レウルーラ同様の赤で、艦体側面には何番艦であるかを示す識別用のラインが書かれている。
ネームシップ（5番艦）はルナツーに偽装投降する囮艦隊の旗艦を務める。最終局面では4番艦の乗員を収容後にロンド・ベル艦隊へ突撃するが、小惑星アクシズへ乗り込もうとするラー・カイラムにアクシズまで押し戻された。以降の消息は不明（劇中ではムサカ艦長（声 - 秋元洋介）がギラ・ドーガ隊に後退を指示した直後のカットで、ブリッジをジェガンに破壊されるムサカ級が映るが何番艦かは確認できない）。小説版では最後の核ミサイルで轟沈。
漫画『機動戦士ガンダム MSV-R ジョニー・ライデンの帰還』では宇宙世紀0090年に開発中の新型巡洋艦として本級の設計図が登場する。"NEW M-SIZE CRIUSER" と記されており、ホルスト・ハーネスによれば「名前はまだ無い」。その後、竣工した1隻（識別用のラインは記されていない）にシャアが座乗し、試験航海を兼ねて単艦でコンペイトウ宙域の視察に向かっている。艦長はロレンソで、シャアのフィッター・エンジニアのアルレット・アルマージュやフィッター・パイロットのダントン・ハイレッグも乗艦している。

### 同型艦（ムサカ）
ネオ・ジオン艦隊の主力艦であり、同型艦が11番艦まで確認されているが、13番艦まで建造されたといわれる。劇中で明確に判別できるのはネームシップのムサカのほか、ルナツーの核兵器を搭載してアクシズに繋留されていた4番艦がある。この艦はアクシズと一緒に降下し低高度で起爆して核の冬を起こして地球を放射能汚染する予定であったが、νガンダムによって撃沈されている。その他の艦も、何番艦であるかは識別用のラインで判別できる。
小説版『機動戦士ガンダムUC』では、宇宙世紀0096年までに数隻が就役しており9隻が「袖付き」所属のテニスン大佐率いるテニスン艦隊に編入され、2隻が「袖付き」旗艦レウルーラに随伴している。ほかにも1隻がパラオ攻略戦中に宇宙港内で沈んでいる。MSは最大6機搭載可能で、テニスン艦隊の艦載機はガザD、ガ・ゾウム、ズサ、ギラ・ドーガ、ギラ・ズール。艦体色は緑。
ムサック
小説『機動戦士ガンダム 逆襲のシャア ベルトーチカ・チルドレン』に登場。地球に落下しようとするアクシズのテール・ノズルを狙うνガンダムのハイパー・メガ・バズーカ・ランチャーの砲撃の盾となり、轟沈。何番艦かは不明。
ガロム、グスコー、シャルネ
小説版『機動戦士ガンダムUC』に登場。いずれもテニスン艦隊所属。ガロムは同艦隊旗艦で、艦長はテニスン大佐ではない人物が務める。グスコーの艦長はガジュマル中佐。

## RFムサイ
ゲーム『機動戦士ガンダムF91 フォーミュラー戦記0122』に登場。名称は『SDガンダム GGENERATION WORLD』より。
オールズモビルが運用する宇宙巡洋艦。『フォーミュラー戦記0122』ではゲーム本編には登場せず、シャルル艦隊の3隻がグラフィックで確認できるのみである。外観はムサイ級最終生産型に近い。